# Pont de neu

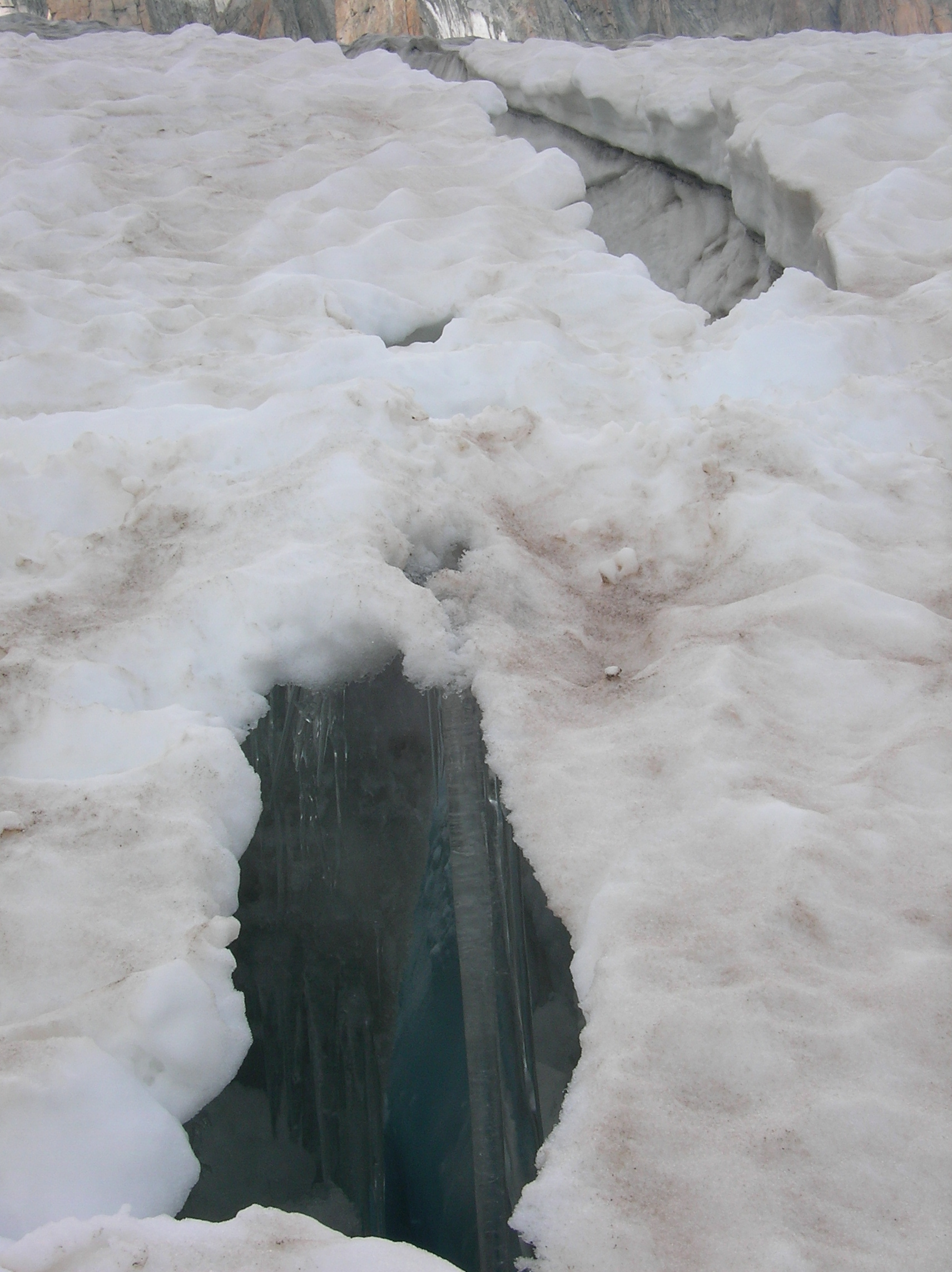
Un pont de neu

Una pont de neu o pont de glaç és una porció d'aigua gelada (dolça o marina) que uneix de manera natural, sense cap intervenció humana, com si fos un pont entre les dues marges d'un riu, per exemple, d'una escletxa glaciar, etc. Poden ser estacionals o durar diversos anys, segons les condicions de temperatura ambiental. Quan se situa al llarg de la costa marítima, forma part d'una banquisa o gel marí.
A més de l'interès geològic, aquests ponts permeten i han permès migracions humanes i d'altres animals que haguessin estat impossibles en períodes més temperats. Per exemple, a l'últim període glacial, cap al 9.000 aC, un pont de neu unia l'illa d'Öland a la Suècia continental, cosa que va permetre la migració de les primeres poblacions a aquesta illa.
Existeixen també ponts de neu artificials, un tipus de construcció civil creada per humans.